# ユニフロー掃気ディーゼルエンジン

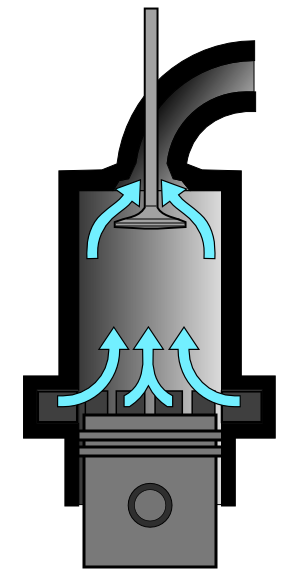
最も単純なユニフロー掃気ディーゼルエンジンの概念図

ユニフロー掃気ディーゼルエンジン（ユニフローそうきディーゼルエンジン、Uniflow scavenging Diesel engine）は、2ストロークディーゼルエンジンの一形式。シリンダー内の吸排気の流れを下方から上方への一方向とし、排気の残留を無くしたもの。「単流掃気方式」とも呼ばれ、単にユニフローディーゼルと省略される場合もある。
現在、生産されている唯一の2ストロークディーゼル機関の形式である。

## 概要

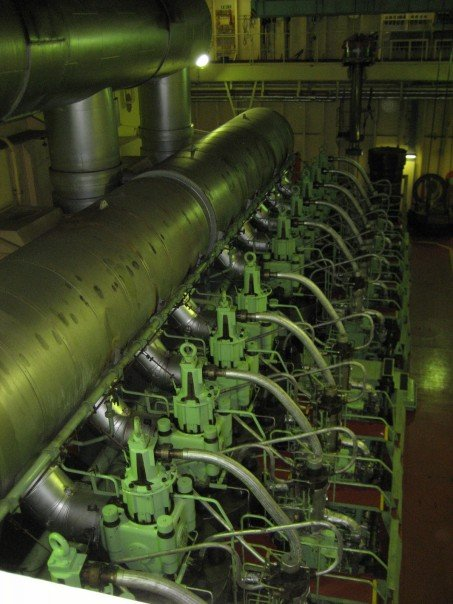
船舶用超大型ユニフローディーゼルの一例。MAN製10K90MC-C型直列10気筒

高速ディーゼルエンジンの分野では、ゼネラルモーターズ・グループの一部門であったデトロイトディーゼルと、創業家の経営からGM傘下となったEMCが1930年代にそれぞれ開発した頭上弁式のものが代表的存在である。大型自動車やディーゼル機関車用として大量生産され、軽量・高回転・高出力であるため、クルップ・ユンカース式対向ピストン型ディーゼルエンジンを駆逐し、第二次世界大戦後は世界的に普及した。
自動車用などの高速機関としては、次第に厳しくなる排出ガス規制や4ストロークディーゼルエンジンの進歩により現在では姿を消しているが、鉄道車両用の中速機関と大型船舶用の低速機関は生産が続いており、特に低速型ディーゼルエンジンはユニフロー掃気ディーゼルのみが生産され続けている。
なお、広義の意味においてはユンカース ユモ 205に代表される、前述の対向ピストン型ディーゼルもユニフローディーゼルに含まれるが、今日ではユニフローディーゼルといえばGM発祥の頭上弁方式を指すことが一般的である。
鉄道車両用では、EMD 567系V型12気筒エンジンを2基搭載したディーゼル機関車であるEMDのE-ユニットとF-ユニットは、共に大ヒットとなって第二次世界大戦後も長く生産が続き、流線形の「ドッグノーズ」はアメリカ型機関車を代表する顔となった。後に645系エンジン、さらに710系エンジンへと改良され、GM系列を離れた現在もEMD製のディーゼル機関車の標準エンジンとして生産が続いている。
一方、自動車用としてはデトロイトディーゼルが1938年に発表した「シリーズ 71」が始祖となる。この2ストロークディーゼルエンジンは、1940年に生産が開始された画期的なリアエンジンバスである、GMC 「トランジット（オールドルック トランジットバス）」に横置き搭載され、フレームレスモノコック構造の車体、トランスミッションを偏向配置とした「アングルドライブ」と共に、パッケージングの鍵となった。「トランジット」はバスの新時代を拓き、以降、爆発的な普及を見て、1969年まで生産が続けられた。
シリーズ71エンジンは、グレイハウンド黄金期のシーニクルーザー (V8-71) や、金魚鉢のあだ名を持つニュールックトランジットバス (V6-71) など、GMCのほとんどのバスと大型トラックに採用され、映画やドラマに独特の音と共に登場することや、現在でも北米での保存車両や中南米での現役車両が見られる事、また日系メーカーの民生デイゼル工業（日産ディーゼル工業を経て現在はUDトラックス）が1974年（昭和49年）までライセンス生産を行っていたことなどもあり、日本のファンにもよく知られる存在となっている。
なお、シリーズ71を初めとするデトロイトディーゼル製ユニフローディーゼルは、噴射ポンプにユニットインジェクター方式を採用していた事や、シリンダーを追加する事で大きな設計変更を要することなくエンジンの気筒数を増大する事が出来るブロック構造（モジュラー設計）を採用していた為、バリエーションが単気筒からV型24気筒まで極めて多岐に渡った事も特筆すべき点であろう。その後デトロイトディーゼルは、自動車向けには1974年にシリーズ71V型エンジンをベースに、ターボチャージャーの追加やECUによる電子制御などで高速バス向けの改良を施した「シリーズ 92」を発表。シリーズ71もインタークーラーターボが採用され、共に1990年代まで製造し続けられた。
毎分数十回転から200回転程度で運転される大型舶用低速ディーゼル機関では、現在この形式だけが生産されている。大型舶用低速ユニフロー掃気2ストロークディーゼル機関は製油残渣に近い劣悪な燃料（いわゆるB、C重油）を使用しながら、内燃機関としては最高となる、熱効率50 %以上を誇る。舶用用機関を製造しているメーカーとその工場は世界に多いが、その設計はもっぱらライセンサーとの契約にもとづくライセンス生産である。現在この種の機関のライセンサーとしては、デンマークの Burmeister & Wain 社（英語版）を買収したドイツのマン社 、スイスのズルツァー社を買収したフィンランドのバルチラ社、三菱重工から船舶用エンジン事業を引き継いだジャパンエンジンコーポレーション（日本）の3社だけが生き残っている。特にユニフロー掃気に排気ターボ過給を組み合わせた「三菱UE機関」（Uniflow-scavenged, Exhaust gas turbocharged）は同社の独自開発であることが特筆される。
近年では、軽飛行機向け航空機用ディーゼルエンジンの一つとして、英国のウィルクシュ・エアモーティブ社が水冷倒立型・インタークーラー付きツインチャージャー方式のウィルクシュ・WAMシリーズを販売している。WAM型は現在120馬力のWAM120直列3気筒までであるが、将来的には直列4気筒のWAM160も計画されている。しかし同社は過去にも度々資金難で開発や生産がストップしており、経営状態は不安定であるとされている。

## 特徴

### 基本構造

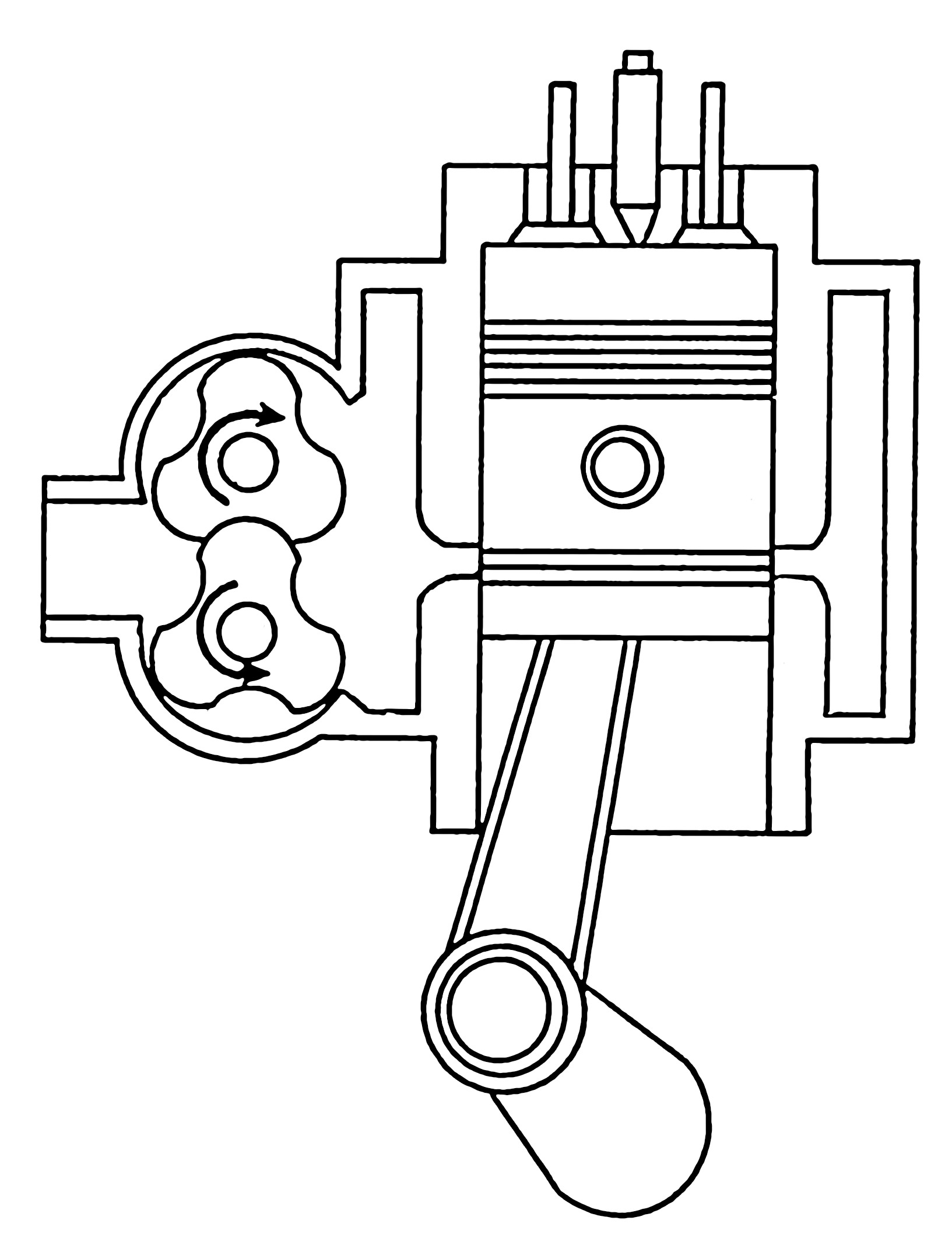
ユニフローディーゼルにおけるルーツ式スーパーチャージャー装着の概念図（写真は機関車用エンジンの一例）

構造上の特徴は、その名のとおり単（ユニ）流（フロー）掃気（スカベンジング）方式を採用したことにある。燃料供給は直噴式で、2ストローク機関ではあるが、頭上弁 (OHV) 方式の排気弁を持ち、強制掃気を行うためのルーツ式スーパーチャージャー（ルーツブロア）が備えられる。
このような方式は、新気がシリンダーを横断する為に燃焼室上部に燃焼ガスが残りやすいクロスフロー掃気とは異なり、シリンダー下側から頭上弁への一方的な流れで掃気が確実になることから、掃気効率がよく、排気の残留が無くなり、燃焼が安定し、出力を高めることができる。
また、クロスフロー掃気の掃気効率を改善する為に考案されたループ式掃気と比較しても、向かい合った掃気ポートからの新気がぶつかり合うなどで、シリンダー内で新気が複雑なループを描く為にシリンダーライナーの温度が不均一になり、熱歪みが発生しやすくなる欠点を持つループ式掃気に対して、ユニフロー掃気はシリンダー端に掃気孔を等間隔で配置できるため掃気孔の面積を大きく取ることができ、シリンダーライナーの温度分布を均一にできることから熱歪みが発生しにくくなるという長所を持つ。
掃気用ルーツブロアをエンジンに併設する事で、クランクケース内に新気を通して予備圧縮する必要が無くなる。これにより、クランクケース圧縮方式のように燃料に2ストロークオイルを混合する必要が無くなり、4ストロークエンジンと同様のウエットサンプなどによるシリンダーブロック循環式の潤滑方式で、4ストロークエンジンと同じエンジンオイルを使用する事が可能となる。これはクランクベアリングの耐久性確保や、排気ガスへの未燃焼オイルの混入を防ぐ意味で大きな長所となる。また、クランクケースが分離されたクロスヘッド方式（ボアストローク比が大きい低速機関）においては、ピストンとライナーの潤滑を受け持つシリンダ油と、動弁及びベアリングの潤滑を受け持つシステム油というそれぞれに応じた特性の異なるオイルが使用できるというメリットもある。
排気弁数は船舶用などは1バルブであるが、自動車用高速機関ではこれより多い数の弁数（マルチバルブ）が用いられる事が一般的で、2バルブから3バルブを経て4バルブになり、さらにカムシャフトをより高い位置に設置し､プッシュロッドを短くした、高回転対応型の『ハイカム』へと発展した（ハイマウントカムシャフトの意味であり、バルブリフトを増大させたハイリフトカムシャフトではない）。
なお、出力を強化するに当たってはボアアップやシリンダー追加の他にターボチャージャー及びインタークーラーを追加装着する事が一般的であった。ターボ単体では低回転時に排気管やエキゾーストマニホールドからの排気パルス（脈動）による排気ガスのシリンダー内への吹き返しに対抗しきれず十分な掃気が行えない為、掃気用ルーツブロアはターボ装着時も取り外されずにターボの下流側に直列に配置される。そして、どの回転域でもターボで過給された新気をシリンダー内に掃気する役割を持ち続ける為、ツインチャージャーにおけるスーパーチャージャーのような過給機というよりも、単に掃気に必要不可欠な補機（送風機）と捉えるのが適切である。実際、デトロイトディーゼルではターボチャージャー仕様の登場以降、従来型のルーツブロアのみを持つエンジンは自然吸気と称していた。

### 船舶用
大型船に用いられる極めて排気量の大きなユニフローディーゼルエンジンはBないしC重油を燃料とし、毎分200回転以下の低速回転で大出力を生み出す。大型舶用ディーゼルは減速機を介さずスクリュープロペラに継手で直結される。プロペラ効率は低回転ほど良いので低回転の大出力が求められる。

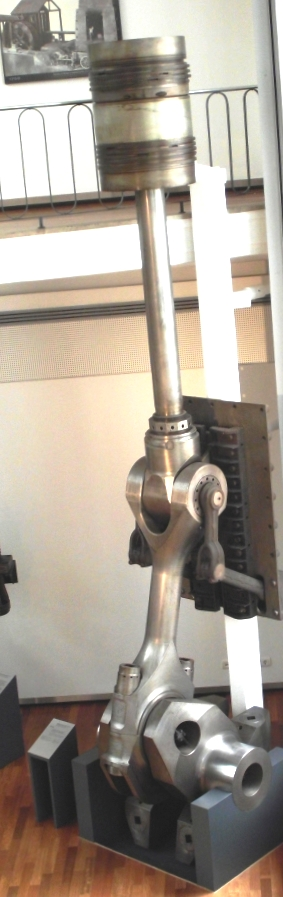
マン社製クロスヘッド型ユニフローディーゼルのピストンからクランクシャフト周りの部品

頭上排気弁と強力な排気タービン過給機を組み合わせた超ロングストロークにより熱効率は50 % を超える。製油残渣に過ぎない極めて劣悪な燃料を使用するにもかかわらず、内燃機関で最高の熱効率を実現している。
大型2ストロークディーゼル機関ではシリンダー部とクランクケース部が遮蔽されたクロスヘッド構造が用いられる。これは、重油を使用するため燃焼残渣が汚く、エンジンオイル経路を分けて軸受を汚さないようにするためである。クロスヘッド構造のためピストン棒（ピストンロッド）と連結棒（コネクティングロッド）に分かれたクランク構造になり、それぞれの接合回転部であるクロスヘッドピン軸受、クランクピン軸受、主軸受を守っている。クロスヘッド構造のため非常に背の高いエンジンになる。
ピストンロッドは往復直線運動だけをクランクケース内のクロスヘッドまで伝え、クロスヘッドピン軸受とクランクピン軸受けの関節、回転運動でクランクシャフトに回転運動が成立する。
上質燃料を使いシリンダーとクランクケースがつながっている通常の構造はトランクピストン機関と呼ぶ。舶用ディーゼルでも4ストローク機関はトランクピストン機関である。過去には2ストロークの舶用トランクピストン機関も存在したが、現在は無い。
効率の高い静圧過給が行われているため頭上排気弁は中央に一つで十分である。その代わり燃料噴射弁（インジェクターノズル）が排気弁の周囲3つほどのサイドインジェクション方式となっている。
船舶用潤滑油
クロスヘッド機関のシリンダーライナーに供給される潤滑油をシリンダ油という。大量の硫黄分を含むC重油を使う大型ディーゼルエンジンでは燃焼により生じる硫酸を中和してエンジン内部の腐食を防ぐために塩基価（アルカリ価:BN）の高い「高アルカリ価シリンダ油」が求められる。シリンダ油はC重油に含まれる不純物で汚染されるため全損式で、燃焼せず掻き落とされたオイルは廃油となる。塩基価は高硫黄重油では70BN以上、低硫黄重油では40BN程度のものが使われる。高硫黄重油と低BNシリンダ油の組み合わせでは中和性が足りないのは当然ながら、低硫黄重油に高BNシリンダ油を用いるのもスカッフィングなどの不具合が生じるため推奨されない。現在では環境面から高硫黄重油の使用が制限された海域があり、低硫黄重油との切り替えを行う場合はシリンダ油も切り替える必要がある。これに対して中間程度の塩基価とした高硫黄・低硫黄兼用油も登場している。シリンダ油は内燃機油の中でも高粘度となるSAE40-60が用いられSAE50が多い。シリンダ油中の添加剤の割合は3〜4割と潤滑油の中でも最も多い部類であり、その大部分は清浄剤である。
クロスヘッド機関でシリンダ以外の潤滑を行うのはシステム油と呼ばれるオイルである。クランクをはじめとした軸受全般の他、クロスヘッド摺動面、油冷ピストンの場合はピストン内を循環し熱交換を行う。またカム軸やロッカーアームなどの動弁系の潤滑も行うが、大型の場合は別系統の供給システムを持っている場合もある。最新のエンジンでは動弁系や燃料増圧用の油圧作動油としても利用されている。PTO機構やコモンレールポンプ駆動の為にギヤ油としての性能も求められる事もある。その他シリンダからロッドを通して落ちてくる燃焼残渣を含むシリンダ油の混入、いわゆるシリンダドリップへの対応もある程度必要となる。システム油はシリンダ油よりも低アルカリ価、低粘度であり、5-15BN前後でSAE30が主流である。
現在2ストロークはほぼ存在せず4ストロークとなるが参考までトランクピストン機関についても触れる。トランクピストンではトランクピストン油またはシステム・シリンダ油など呼ばれるオイルを用いる。シリンダおよびシステム全般を潤滑することからシリンダ油とシステム油の両方の性能を併せ持つ。クロスヘッドよりも良質な燃料を使うケースが多いため塩基価も10BNから50BN程度で、低質な場合でも30BNが使われる事が多い。粘度はSAE30、SAE40が主に使われる。
システム油とトランクピストン油は循環し繰り返し使われるため定期的な更油は必要ではあるが、高度な浄油装置にて管理している場合は更油せず補給のみで長期間使用される事もある。
燃料油清浄機
燃料油清浄機はC重油から不純物を取り除く前処理装置で、1950年ごろ舶用大型ディーゼルエンジンで安価なC重油を使うために開発された。燃料の前処理装置。燃料油清浄機が開発されるまではA重油までしか使えなかった。燃料油清浄機はC重油を加熱して流動性を高めてから、水分や固形分を遠心分離機で取り除き、さらにフィルターで濾過して綺麗にする。
安価を求めるC重油は軽質油を蒸留した残り物なので、製油技術が向上するにつれて低質化が進み、一定品質に止まらないため、燃料油清浄機も高性能化が求められ続けている。1970年以降から接触触媒分解装置が導入されるようになると、C重油に触媒由来のアルミナやシリカの微粒子が混入するようになり、ピストンリング、シリンダーライナー、燃料噴射ポンプを短時間で損傷する事故が多発するようになった。対策として燃料油分析サービスを利用して事故防止を図るようになった。

#### 歴史
1900年代からディーゼル船が試行され、1920年代には様々な形式のディーゼルエンジンが実用化されたが、ユニフロー掃気2ストロークディーゼルエンジンは1950年代に開発された。
1950年頃までの舶用大型ディーゼルエンジンにはある程度の高品質な重油が必要で、石炭や粗悪重油でも使用可能な蒸気ボイラーで作動する蒸気タービン船を駆逐するまでには至らなかった。
1950年代前半に燃料としては最も廉価なC重油を予熱することで使用可能にした低速ディーゼルエンジンが開発、試用され、1950年代後半に実用化し、圧倒的な経済優位性が確立された。一方で石油需要の高まりに伴って超大型化が進んだタンカーについては、これを駆動し得る大出力を蒸気タービン機関以外では実現できなかったため、出力ベースのシェアは一時低下した。
しかし1970年代に石油危機が到来すると運行コストの低減が至上命令となり、タンカーでも大型化する機運は失われた。結果としてほぼ全ての商船は30万トン以下で十分とされ、ほとんどディーゼル動力化された。その間に大出力化・高効率化・高信頼化が進んだ。
21世紀に入っても大型商船のエンジンはLNG船などを除き低速2ストロークディーゼルがほぼ独占している。LNG船では輸送中に必然的に生じるボイルオフガスがディーゼルエンジンでは使い切れなかったことから蒸気タービン機関が使われていたが、断熱技術の進歩でボイルオフ率が低下してきたため、ボイルオフガスを燃料としてディーゼル化する動きが進んでいる。

### 2ストロークエンジンの利点

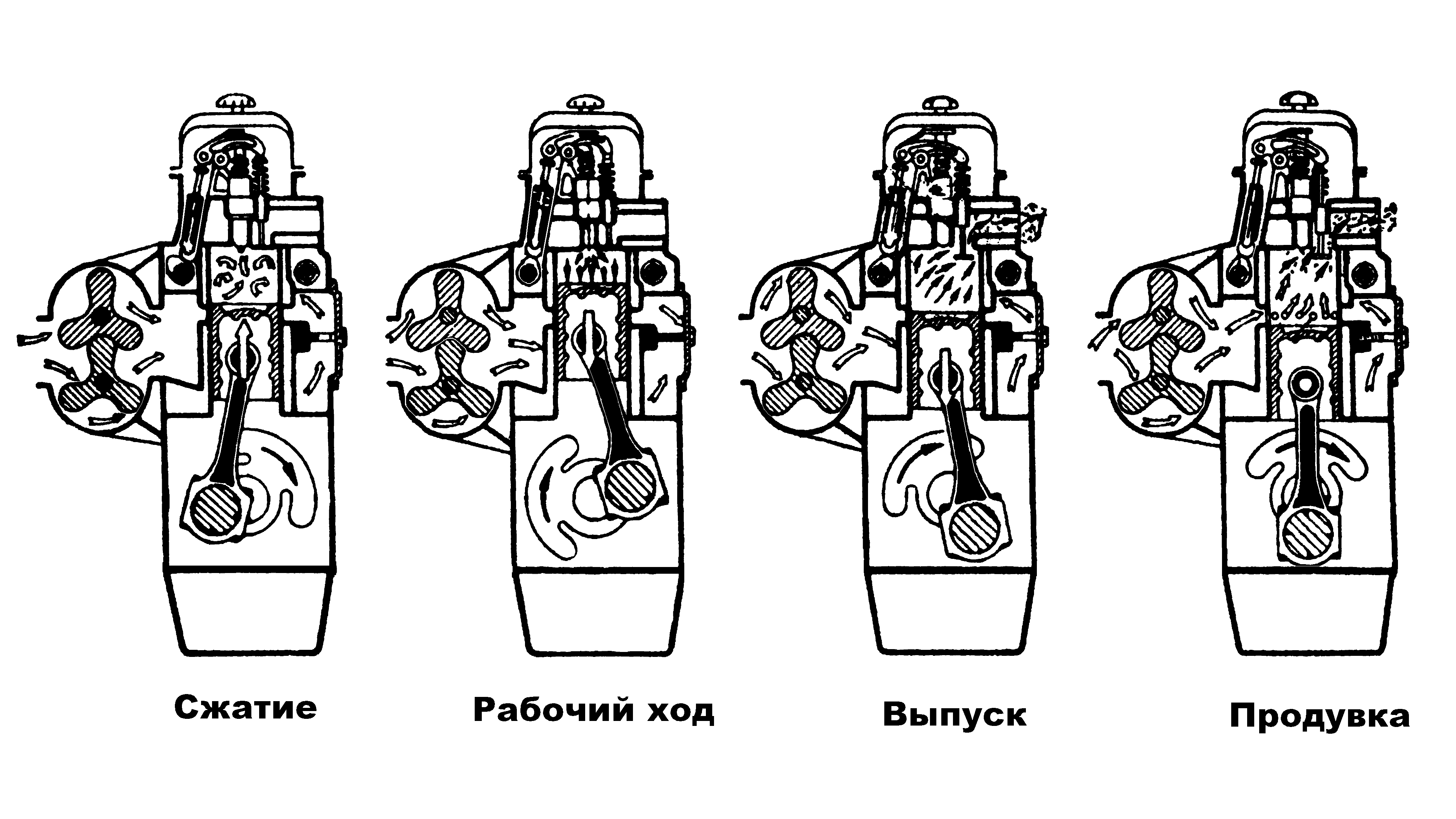
ユニフローディーゼルの動作解説図（ロシア語）。右から
上昇行程（に伴う圧縮）
（爆発に伴う）下降行程
排気バルブ解放
掃気ポートからの新気導入

- 同一回転数であれば、1シリンダーあたりの爆発回数が4ストロークエンジンの2倍である。
- 低回転時にも十分なトルクが発生するため、自動車用の場合は発進加速で有利となる。
- 必要トルクが同じ場合、4サイクルエンジンより気筒数を少なくでき軽量・小型となり、ダウンサイジングが可能。
  - ボア×ストロークを縮小するよりも、気筒数を減じる方がスペースや部品点数、摩擦損失の面でメリットが大きいため一般的。
- 回転上昇が速い（レスポンスが良い）。
- クランクシャフトを逆回転させても掃気孔・排気弁の機能が逆転しない為、燃料ポンプの噴射タイミングを可変カム機構により再調整することで容易に逆回転運転が可能である。これは後退用ギアボックスの装備が困難なディーゼル直接推進方式の大型船舶においては後退機能を実現する上で必要不可欠である[9]。

### ユニフロー掃気方式の利点
- 他の掃気方式に比べ、新気と排気が入り乱れることが無く、掃気口の造りによりらせん状の流れ（スワール＝横渦）を作る事ができるので、掃気能力が高い。

### 欠点
以下の欠点は旧来の車両用ユニフロー機関についてであり、現在の舶用大型機関には当てはまらない。
- インテークマニホールド内に掃気ポートから出たエンジンオイルがたまるため､定期的に抜く必要がある。
  - 始業点検にはマニホールドのオイルドレーンが含まれている。
- 未燃焼炭化水素の排出が多く、排気中のHCが多い。
- 掃気に機械式スーパーチャージャーを用いた場合、一定の馬力損失と特有の騒音がある。
- 欠点というほどではないが、アクセルオフ時の回転落ちが速い。フリクションロスの大きい6気筒以上ではシフトアップ時にも中吹かし（ブリッピング）が必要な場合がある。

これらの問題により、燃費改善や排出ガス浄化、騒音抑制などが大きな課題となった1970年代以降は、4ストロークディーゼルエンジンに対抗できず、高速ディーゼル機関の主流からは外れた。

### ガソリンエンジンへの応用

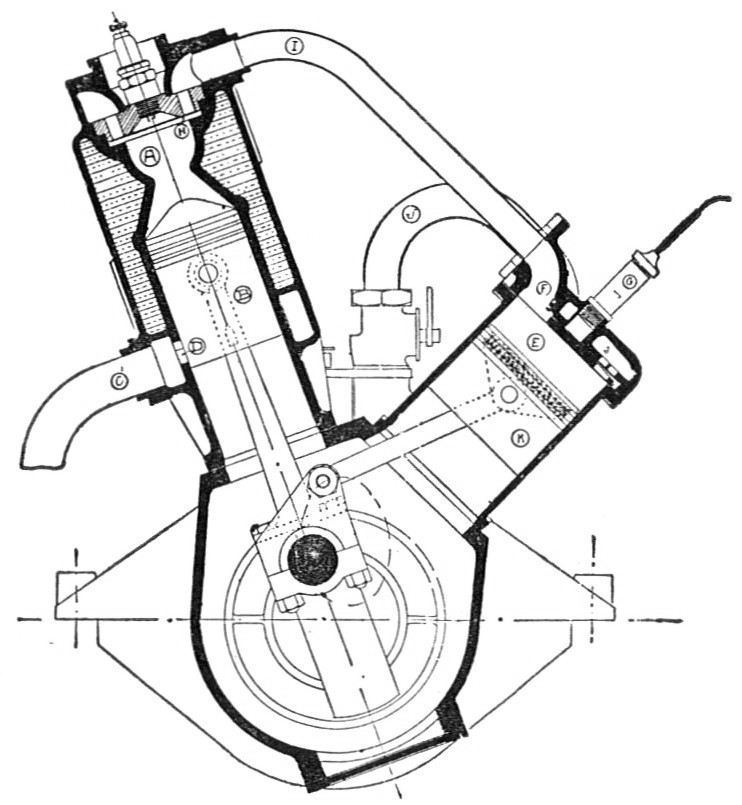
1910年代に考案されたユニフロー2ストローク単気筒ガソリンエンジン。ルーツブロワではなく、送気専用シリンダーを別途用意する事でユニフロー掃気を実現していた。なお、吸排気の方向はディーゼルとは上下逆である。

理論上、ユニフロー方式の2ストロークガソリンエンジンを製作することは難しくない。しかし、2ストロークガソリンエンジンはシリンダー容積が小さいものが多いこともあってクランクケース圧縮（予圧）による掃気で十分であり、わざわざ動弁系を追加する必要も低いため、量産されたケースはない。
一方、クランクケース圧縮式2ストロークエンジンは混合給油か分離給油かにかかわらず燃料に潤滑油を混合して燃焼させるため、ガソリンのみを燃やす4ストロークエンジンと比べると、経済性や排ガス浄化の観点では不利である（ただし、それでもスズキ・LJ50型エンジンのように日本の排ガス規制をクリアして型式認定された例はある）。これに対し、ユニフロー掃気方式は4ストロークと同様の循環式の潤滑系とすることができるメリットがある。
また、クランクケース圧縮式の場合掃気時に未燃焼の生ガスが排気側へ放出されやすい欠点もあり、排気チャンバーでの反射波の利用や、排気デバイスによるポートタイミング可変での対応も行われてきたものの、排ガス浄化と同時に充填効率の面でもマイナス要因となっていた。これに対し、ユニフロー掃気方式は排気バルブの動弁機構が4ストロークと同一の為に、バルブタイミングの変更が比較的容易で、なおかつ可変バルブタイミング機構の利用等により幅広いバルブタイミングが取れる余地がある。充填効率の面でもユニフロー掃気方式は過給（ターボあるいは機械式スーパーチャージャー）エンジンとも言える構成であり、掃気効率をある程度犠牲して排気バルブの早閉じにより長めの掃気を行う事で、容易に高い充填効率が得られる。
現在、ガソリンエンジンでも圧縮工程後に燃料をシリンダー内へ噴射する筒内噴射方式が実用化されているが、これは技術的に通常潤滑のユニフロー掃気式ガソリンエンジンが実現可能ということでもある。BMWが研究開発を行っていたほか、トヨタが1980年代に「D-2」というネーミングでモーターショーなどに参考出品していた。しかし、現在まで実用化されることはなく、その噴射・燃焼理論を4ストロークに移植した、リーンバーンガソリン直噴エンジンが登場することになる。
なおクランクケース圧縮式としたものが多いが、広義の意味でのユニフロー（単流掃気）ガソリンエンジンに含まれるものとしては、1910年代から70年代に掛けてオートバイやミニカーにて少数の採用例があるスプリット・シングルエンジンが存在する。

## 日産ディーゼル・UDエンジン
日産ディーゼル工業（のちのUDトラックス）の前身である民生デイゼル工業は、GMと「シリーズ 71」に関するライセンス契約を結び、1955年（昭和30年）、自動車用としては日本で唯一のユニフロー掃気ディーゼルエンジンとなるUDエンジンを発表した。それまでは民生の更なる前身企業である日本デイゼル（鐘淵デイゼル）が、やはり2ストロークのクルップ・ユンカース式対向ピストンディーゼルエンジンを国産化したND（後にKDへ改称）エンジンを使用していたが、UDエンジンの登場により、更なる高回転高出力化が実現した。
「UD」は、Uniflow scavenging Diesel engineの略称で、1974年（昭和49年）にUDエンジンの製造が終了した後も、現在まで同社のトラック・バスのCIとして親しまれているUDブランドの由来でもある。さらに現在はUDをUltimate Dependability（究極の信頼）の頭文字に由来するものとしている。

### バリエーション
- 直列型
  - 3・4・5・6気筒
- V型
  - 8・12気筒

### 搭載された車種
- トラック
  - 民生・6TW
  - 民生・T70 / 80
  - 民生・TC80G
  - 日産ディーゼル・TC81
  - 日産ディーゼル・TWC13
  - 日産ディーゼル・TVC11
  - 日産ディーゼル・CK40
  - 日産ディーゼル・サングレイト
  - 日産・580、680
- バス
  - 民生・B80
  - 民生・RF30 - RF90
  - 日産ディーゼル・R/RA
  - 日産・U690
  - 日産・UR690